# デマンド型交通
デマンド型交通（デマンドがたこうつう、英語：Demand-responsive transport, DRT）とは、利用者の予約に応じる形で、運行経路や運行スケジュールをそれに合わせて運行する地域公共交通のこと。

## 呼称
英語では、demand-responsive transit、demand-responsive service、Dial-a-Ride transit, DART、flexible transport services、Microtransitなどとも称されるほか、非緊急搬送（Non-Emergency Medical Transport, NEMT、民間救急）も包括される。日本語ではデマンド型交通、またはデマンド応答型輸送サービスと訳されるほか、オンデマンド交通とも表記される。利用者の要求（demand）に応じて運行される公共交通であることからこう呼ばれる。バスによるデマンド型交通をデマンドバスとも称され、オンデマンドバスとも呼ばれる。車両にタクシーを使用する場合、デマンドタクシー、あるいは予約型乗合タクシーとも呼ばれる。

## システム

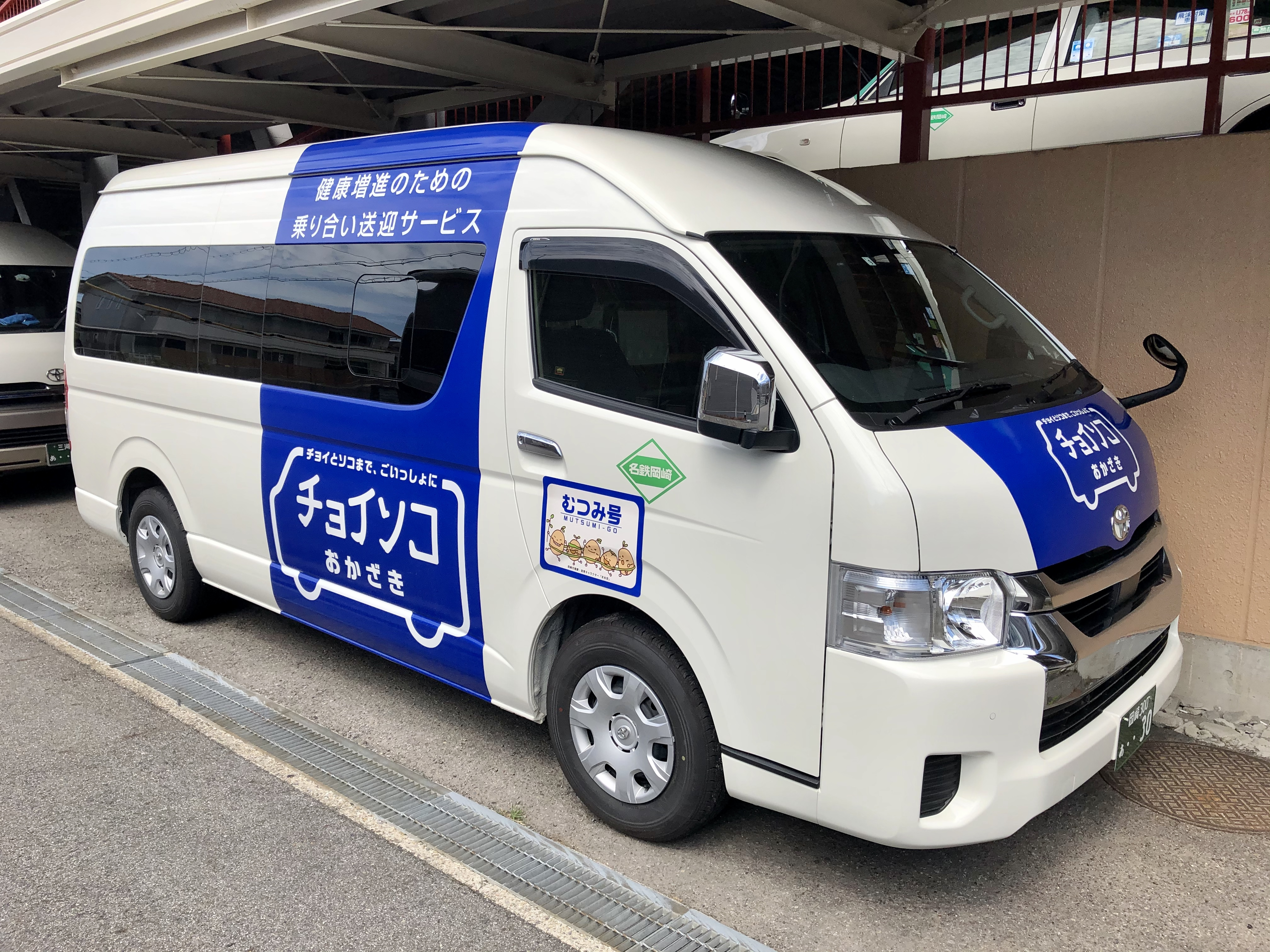
アイシン精機が開発した会員制デマンド型交通サービス「チョイソコ」

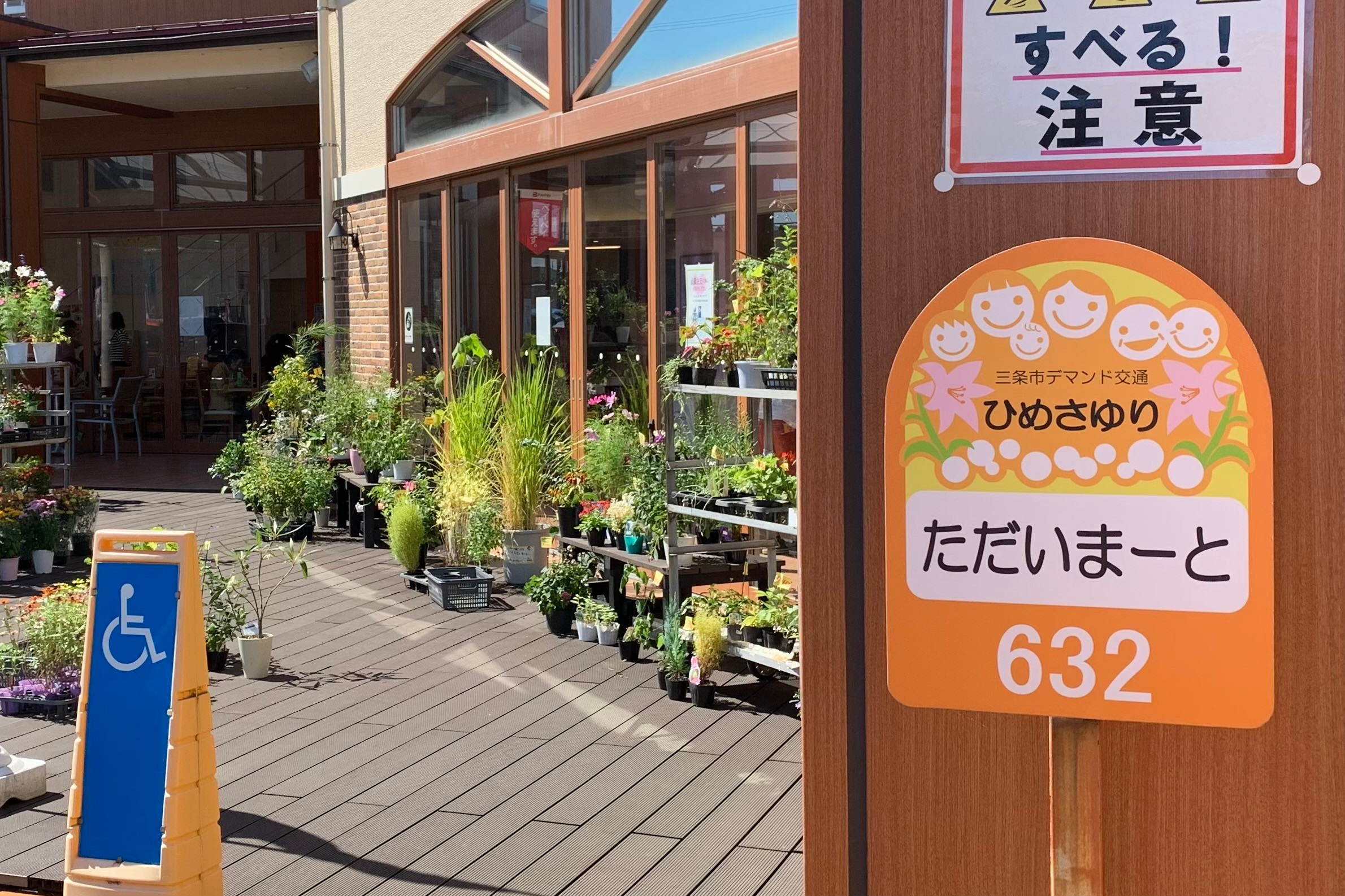
三条市デマンド交通「ひめさゆり」の停留所

デマンド型交通は、ダイヤによって固定ダイヤ型と非固定型、路線によって定路線型と自由路線型、乗降場所によってバスストップ型と各戸送迎型に分けられる。

### 類型
デマンド型交通の類型は迂回路方式、フレックスルート方式、フルデマンド方式に分けられる。
- 迂回路方式
  - 通常は路線バスとして運行し、予約があった場合に迂回したり経路を延長して運行する方式[12]。
- フレックスルート方式
  - 停留所候補は定められているが、予約に応じて可変なルートで運行する方式[12]。
- フルデマンド方式
  - 完全なドア・ツー・ドアで利用客の要望に応じて呼び出しがあった地点から目的地まで運行する形態[12]。
  - 東京大学はドア・ツー・ドア方式で、かつ乗客全員が希望時間に乗降できるようなソリューションを提供するデマンドバスサービス「コンビニクル」を開発している[12]。
  - 公立はこだて未来大学もフルデマンド方式の一種として、運行中にデマンドを受け付ける実時間スケジューリングの「スマートアクセスビークル（SAV）方式」を開発している[12]。

### 簡易型とエリア型
日本ではデマンド型交通の運行形態は簡易型とエリア型に分けられることもある。
- 簡易型
  - 路線固定型（定路線型）[1] - 通常の路線バスと同様に起点・終点・運行経路・途中の停車地（停留所）・運行時刻（停車時刻）がすべて固定されており、運行前に予約が入ったときにのみその便を運行する形態。
  - 迂回型[1] - 基本的には起点・終点・運行経路・途中の停車地（停留所）・運行時刻（停車時刻）がすべて固定されているが、経路の途中に迂回経路があり、迂回経路上にある停留所には予約が入ったときにのみ運行する形態。
- エリア型
  - 起終点固定デマンド型[1]（自由経路ミーティングポイント型） - 起点の出発時刻または終点の到着時刻のみ固定されており、起点出発前に予約を受けた地点を経由して運行する形態。乗降できる地点は指定されており、特定のエリア内に多数配置されている。この乗降できる地点をミーティングポイントと呼ぶことがある[13]。決まった経路で運行するわけではなく、運行前に予約した利用者が乗降を希望した地点のみに停車し、予約の入っていない地点には立ち寄らない。
  - 完全デマンド型[1] - 路線・経路（起点と終点）や到着時刻も固定されておらず任意の時刻での予約が可能な形態。特定のエリア内であればどの場所でも乗降できる。利用可能時間帯が限定されており、また、乗車（降車）は任意の場所で可能であっても降車（乗車）が特定の施設等に限定される場合もある。

## 北アメリカのデマンド型交通
北アメリカではイスラエル発祥のViaが事業展開を行っている。Viaでは地図アプリ上に仮想のバーチャルバスストップを設定し、乗客がスマートフォンのアプリを利用して乗車地点と乗車時間及び降車地点と降車時間を要望すると、複数の乗客の要望に合うように最適なルートとダイヤを設定してバスのドライバーに指示を出す仕組みになっている。Viaでは、路線、料金、運行時刻は全く固定されておらず柔軟に変更できる利点がある。

## 欧州のデマンド型交通

### EU
EUではDRT（Demand Responsive Transportation）政策プロジェクトの一環で各地の都市でフレックスルート方式の実験的が行われている。

### スウェーデン
スウェーデンでは国の政策で特定地域運行型（STS：Special Transport Services）のDRTが大規模に展開されている。世界の都市の大規模DRT（2002年調査）の比較データによると、首都ストックホルムでは対人口比利用率で人口185万人に対して450万回、ヨーテボリでも人口56万人に対して170万回と高利用率になっている。
ヨーテボリ市の北側エリアでは、従来利用されていたタクシー乗り合いサービスに代え、200m以上離れないように停留所を配置したミニバスによるデマンド型交通「フレックスライン」が運行されている。

## 日本のデマンド型交通

### 形態

#### 簡易型

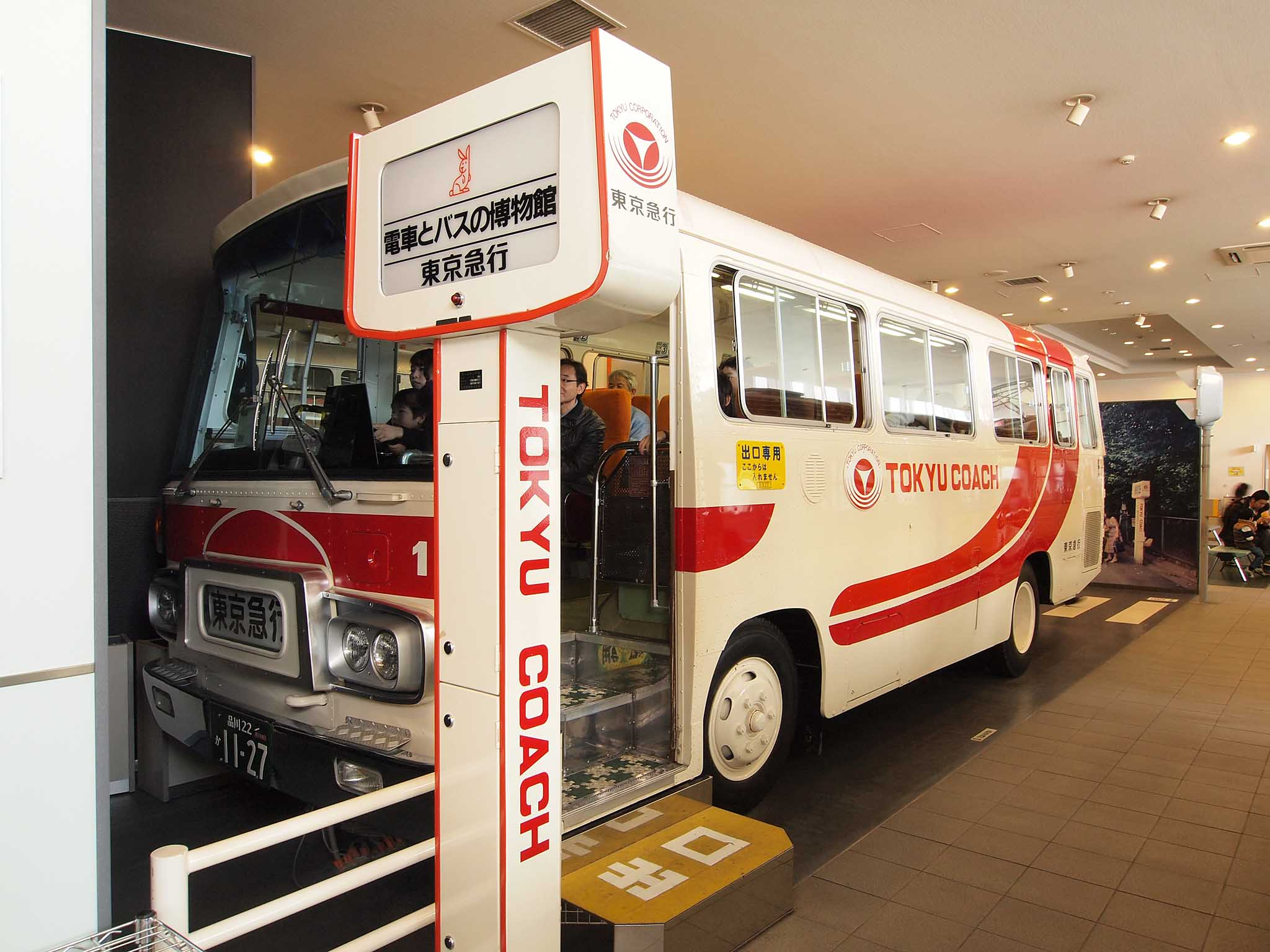
東急コーチ1号車
「電車とバスの博物館」展示車両

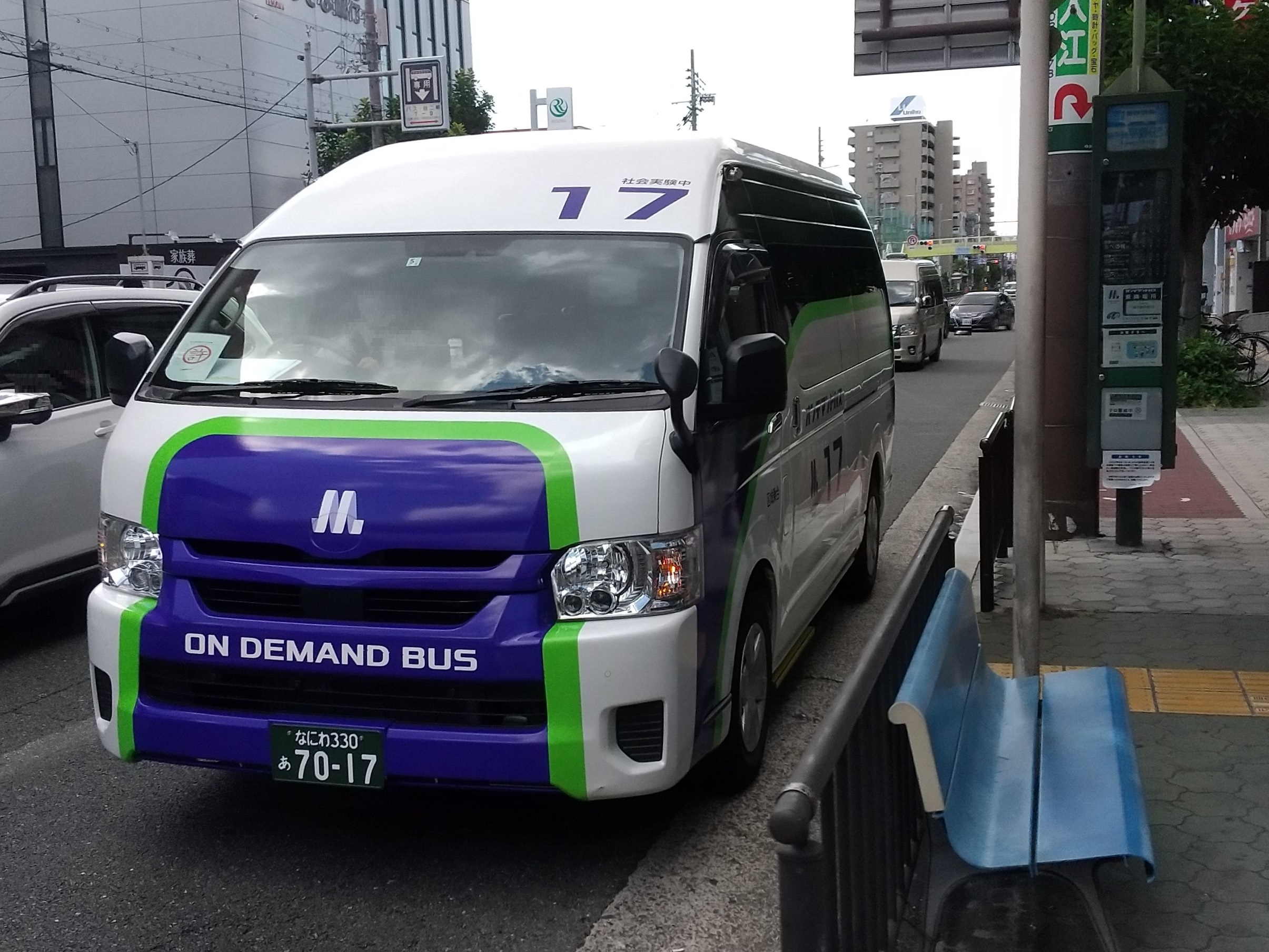
大阪メトロのオンデマンドバス

日本では、1972年6月27日に阪急バスが富士通といすゞ自動車との共同開発で大阪府豊能郡能勢町に初めて導入した（1997年10月に廃止）。
コール・モービル・システムを導入したデマンドバスも阪急バスが最初であり、東京芝浦電気と三菱自動車工業と共同開発で、大阪府箕面市で1975年5月10日に運行を開始した。1985年7月3日に廃止、一般路線化された。運行は阪急バス茨木営業所が担当。
1975年12月24日には、東京急行電鉄（現：東急バス）が同社初のデマンドバスとして「東急コーチ」自由が丘線を運行開始。三菱自動車工業（現：三菱ふそうトラック・バス）製の中型貸切車を使用し、三菱グループとデマンドシステムを共同開発した。以降、コーチ路線は各地に追加されたが、2001年前後にデマンドルートを廃止し一般路線化された（「東急コーチ」の名称は引き続き使用）。
1999年10月15日には、京浜急行電鉄（現：京浜急行バス）が「京急ポニー号」を運行開始。京急では初のデマンドバス路線で、運行開始にあたり「東急コーチ」を運行していた東急バスの協力を仰いでいる。

#### エリア型
高度道路交通システム（ITS）を導入したデマンドバスは、2000年運行開始の中村まちバスが最初とされる。
前述のはこだて未来大学のシステムSAVSは、2016年に同大学発ベンチャーとして設立された未来シェアによって全国各地への導入が進められ、NTTドコモの「AI運行バス」にも採用されている。
2019年には、西日本鉄道と三菱商事が出資して設立されたネクスト・モビリティが、カナダのSpare Labs社の技術を用いてAI活用型オンデマンドバス「のるーと」の実証運行を開始。2021年には同システムを活用して大阪シティバス（大阪市高速電気軌道の子会社）によるオンデマンドバスの運行も開始された。
このほかにも、WILLERとKDDIの合弁によるmobi、トヨタ自動車とソフトバンクの共同出資によるMONET Technologies、シンガポールのSWATなどが国内で運行されている。

### 日本での採用
日本においては人口減などを起因として一般企業が運営する路線バスや自治体が運営主体となるコミュニティバス需要の減退から、路線バスからデマンド交通に切り替える地域が珍しくなくなっており、全国的に導入する自治体が増えている。しかし、デマンド交通の利用者が増えた結果デマンド式の交通では十分な輸送量を賄えなくなりコミュニティバス形式に戻した埼玉県幸手市のような例もあり、単純にデマンド交通へ切り替えるだけではない、どのような運行形態が適切なのか各自治体の判断が求められている。